# جيريمي ماكغراث
جيريمي ماكغراث (بالإنجليزية: Jeremy McGrath)‏ هو مجدف أسترالي، ولد في 21 أبريل 1994.

## وصلات خارجية
- جيريمي ماكغراث على موقع الاتحاد الدولي للتجديف (الإنجليزية)
- جيريمي ماكغراث على موقع Paralympic.org (الإنجليزية)
- جيريمي ماكغراث على موقع اللجنة البارالمبية الأسترالية (الإنجليزية)